# Datormus

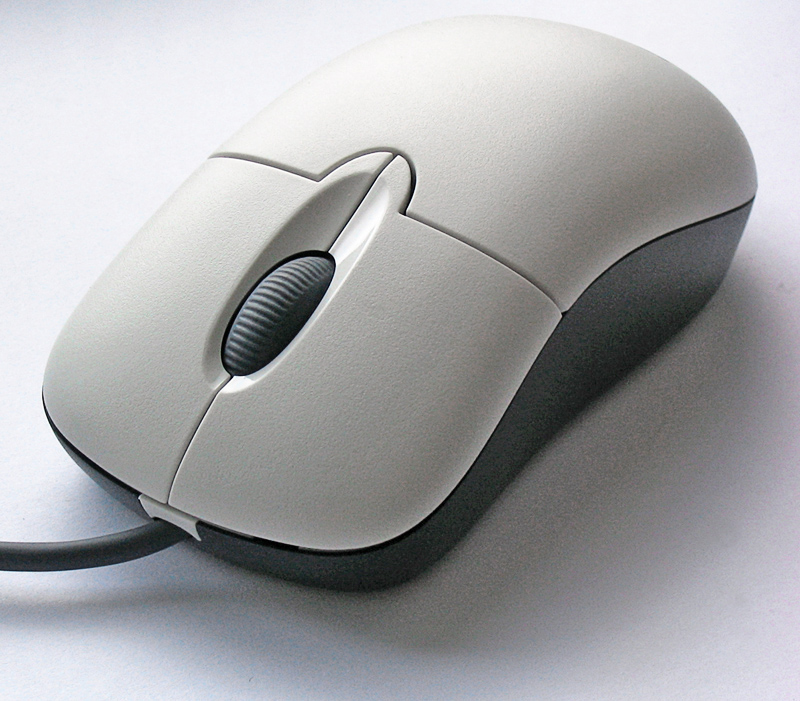
En vanlig datormus med två större knappar och ett skrollhjul på ovansidan.

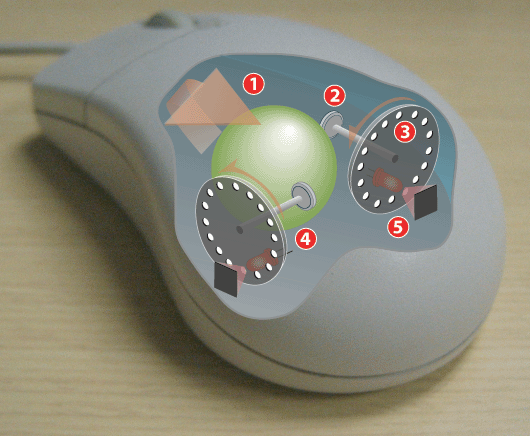
Principskiss för en mekanisk datormus:
1. Användaren rör musen och kulan roterar.
2. Två rullar anbringade mot kulan överför rörelsen i X- och Y-led.
3. Perforerade hjul.
4. Infraröda lysdioder lyser genom hålen.
5. Ljuskänsliga sensorer översätter ljuspulserna till musens hastighet i X- och Y-planet.

Datormus eller mus (plural datormöss), är en enhet som ansluts till en dator, för att möjliggöra förflyttandet av en markör på en datorskärm. En datormus är således ett exempel på ett pekdon, som i sin tur är en form av inenhet.
Datormöss används främst till stationära datorer. En laptop har ofta en inbyggd styrplatta som fyller samma funktion, även om det är möjligt att ansluta en mus. Mindre enheter, såsom handdatorer och surfplattor brukar istället ha pekskärm. Datorer i offentliga miljöer kan vara utrustade med styrkula eller pekskärm istället för mus.

## Utseende och funktioner
En datormus består av ett hölje vars form och storlek är avpassat för att hållas under användarens ena hand. Det finns modeller utformade för att hållas med antingen vänster hand, höger hand eller med vilken som. På undersidan finns en anordning för att läsa av rörelser på underlaget. Det finns tre olika musteknologier: mekaniska, optiska och laser. De mekaniska innehåller vanligtvis en kula som roterar då musen sätts i rörelse, den optiska innehåller optiska sensorer och laser är baserad på laserteknologi.
På ovansidan och ibland även på sidorna finns en eller flera knappar. Under 1990-talet var det standard att möss för Mac-datorer hade en, möss för PC hade två och att möss med extrafunktioner hade tre knappar. Under 2000-talet finns det modeller med fler knappar, särskilt för spelaktiviteter. Extraknapparna brukar vara programmerbara för att kunna användas istället för kortkommandon.
Datormusen kan även ha ett inbyggt scrollhjul. Scrollhjulet brukar användas för att förflytta skärmbilden snabbt och smidigt utan att behöva dra och klicka, till exempel när man läser en lång text i ett dokument eller på en webbsida. Scrollhjulet kan även fungera som knapp.
Musen kopplas vanligtvis till datorn via en PS/2- eller på senare tid ofta en USB-port. Under 2000-talet finns möss med sladd och trådlösa. Elektroniken i trådlösa brukar drivas av ett batteri som då och då behöver bytas ut.
För att underlätta förflyttningen av musen, öka precisionen, känsligheten och ge komfort eller stöd för handen används ofta en musmatta.

## Etymologi
Mus är en översättning av engelskans mouse. Språkrådet och Svenska Datatermgruppen anser att pluralformen är datormöss, eftersom ändelsen "mus" böjs som "möss" i svenskan.

## Historik

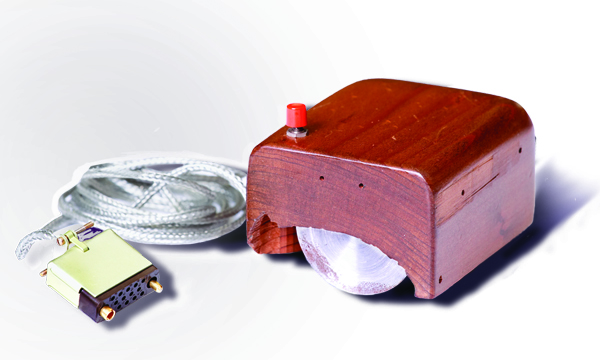
Den första prototypen av en datormus, designad av Bill English på SRI International utifrån Douglas Engelbarts skisser.

Datormusens teknik har utvecklats från den så kallade rullbollen, även kallad styrkula. 
Datormusen uppfanns av Douglas Engelbart 1963–1964, då han arbetade på Stanford Research Institute. Denna mus läste av rörelsen med två hjul på undersidan, men fungerade precis som dagens möss i alla riktningar. Engelbart demonstrerade uppfinningen offentligt första gången på "Fall Joint Computer Conference" i San Francisco den 9 december 1968. En film från demonstrationen är tillgänglig på Internet.
Den första serieproducerade musen kom 1970 och var producerad av Computer Displays. Det var en mus med tre knappar, med modellbeteckningen 4-101.
Den svenske uppfinnaren Håkan Lans sägs ibland vara uppfinnaren av musen, men det får ses som en överdrift. Han konstruerade en puck till en digitaliseringsplatta, Hipad, som också serieproducerades under 1970-talet. Vanliga möss hade redan då serieproducerats av Xerox till deras dator Xerox Alto.
Under 1990-talet presenterades förslag om att kalla musen råtta istället, eftersom mus kunde inge obscena associationer.
Under 2010-talet har den optiska musen och lasermusen nästan konkurrerat ut den mekaniska varianten.

## Mus till TV-spel
Mus finns även som inmatningsenhet för TV-spel. Denna typ av inmatningsenhet finns bland annat till Super NES (SNES-mus) och Dreamcast. Rent tekniskt är det i stort sett ingen skillnad på konstruktionen av en traditionell datormus eller en mus avsedd för användning på en tv-spelskonsol. En avgörande skillnad ligger ofta i utformningen av den kontakt som gör att enheten oftast enbart passar till tillverkarens egna konsoler och inte till konkurrenternas.
Till Playstation 2, 3 och 4 är det möjligt att använda en USB-mus till vissa spel och till den inbyggda webbläsaren.

## Ergonomi och skador
Musarm är en skada i exempelvis leder som kan uppstå vid monotont arbete med datormus. Musarm kan förebyggas med bland annat anpassning av arbetsställningen, handledsstöd och en ergonomiskt utformad mus. För att undvika onödig belastning ska handen och fingrarna vila på musen och handleden undvika ett ulnardevierat (när den rörs i sidled mot lillfingret) läge.